# Arbeiterjugendbewegung

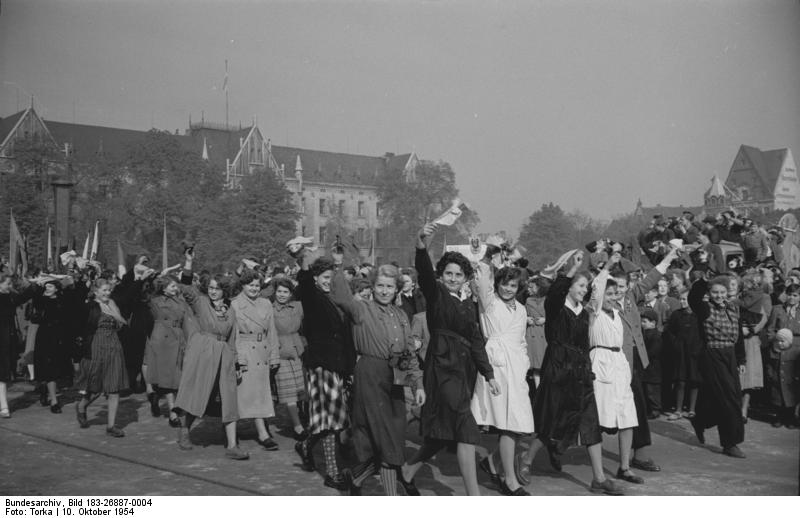
Festzug zu Ehren des 50. Jahrestages der Arbeiterjugendbewegung am 10. Oktober 1954 in Erfurt

Die Arbeiterjugendbewegung entstand im Zuge der Industrialisierung und der Herausbildung einer eigenständigen „Jugend“ als Alterskategorie. In Deutschland formierten sich bereits 1904 die ersten Arbeiterjugendorganisationen, getragen vor allem von Lehrlingen, deren primäres Motiv das Lehrlingselend war. Ziel war es, junge Menschen für die Ideale der Arbeiterbewegung zu gewinnen, ihre oft elend-räumliche und soziale Lage zu verbessern und sie im Geist des Antimilitarismus zu bilden. Anders als in der bürgerlichen Jugendbewegung, deren Organisationen (z. B. Wandervogel) meist auf Wohlwollen stießen, klafften in der Arbeiterjugend Klassen- und Generationsinteressen weit auseinander. Bereits 1907 bündelten sich, auf Initiative Karl Liebknechts, die sozialistischen Jugendvereine in der Sozialistischen Jugendinternationale (IUSY). Diese legte ihre Schwerpunkte auf Antimilitarismus, politische Bildung und soziale Gerechtigkeit.
Der Erste Weltkrieg führte zu inneren Spannungen: Die Arbeiterjugendbewegung spaltete sich, analog zur SPD, in einen gemäßigten und einen revolutionären Flügel. Die Unabhängige SPD (USPD) gründete eine eigene Sozialistische Jugendinternationale, während sich 1918 aus der Freien Sozialistischen Jugend (FSJ, USPD-nah) der Kommunistische Jugendverband Deutschlands (KJVD) formierte. Im Gegensatz dazu wuchs im Rahmen der wiedervereinigten SPD nach 1922 die Sozialistische Arbeiter-Jugend (SAJ) als Parteijugendverband, in dem sich etwa 100.000 Jugendliche organisierten^.
In den Sowjetrepubliken entstand 1918 das leninistische Komsomol als Sammelverband der Arbeiter-, Schüler- und Studentenjugend.

## Hauptziele und politische Ausrichtungen
Die Arbeiterjugendbewegung verfolgte im Kern sozialistische Ziele: Sie forderte Demokratisierung der Schule, Jugend- und Arbeitnehmerrechte sowie eine Gesellschaft frei von Krieg und Ausbeutung. Ein Schwerpunkt lag auf Jugendschutz und sozialer Fürsorge: So forderte die SAJ 1929 unter anderem bezahlten Urlaub, eine 6-Stunden-Arbeitszeit und freie Wochenenden für Jugendliche bis 20 Jahre sowie Verbote von Akkord- und Nachtarbeit. Ferner prägten antimilitaristische Parolen die Bewegung.
Politisch verband die Arbeiterjugendbewegung Bildung mit Klassenbewusstsein. Die SPD-nahe SAJ verstand sich vor allem als Erziehungs- und Bildungsbewegung ihre Jugendverbände („Rote Falken“) organisierten Zeltlager, Wanderungen und Jugendfeste, um solidarisches Denken zu fördern. Die kommunistische Jugend dagegen betonte revolutionären Klassenkampf: Der KJVD reklamierte laut Statut den Alleinvertretungsanspruch als einzige Arbeiterjugendorganisation. Gleichzeitig galt gerade bei den Kommunisten, dass politische Schulung durch sportliche und gemeinschaftliche Aktivitäten flankiert wurde: Wanderungen, Sport und Spiele dienten der ideologischen Erziehung auf jugendgerechte Weise.
Insgesamt eint alle Strömungen der Arbeiterjugendbewegung die Vision einer demokratisch-sozialistischen Gesellschaft. In ihren Verbänden wurde im Unterricht, wie in der Freizeit, ein demokratisches Miteinander eingeübt – und die ständige Weiterentwicklung dieser Vision wurde als Gewinn für den Sozialismus gefeiert.

## Entwicklung in verschiedenen Ländern

### Deutschland
In der Weimarer Republik formierten sich SPD- und KPD-nahe Jugendverbände parallel. Aus den 1904 gegründeten Arbeiterjugendvereinen gingen nach dem Weltkrieg der Verband der Arbeiterjugendvereine Deutschlands (SPD-nah) und die Sozialistische Proletarierjugend (USPD-nah) hervor. 1922 fusionierte man zur Sozialistischen Arbeiter-Jugend (SAJ). Die kommunistische Kommunistische Jugend Deutschlands (KJD, ab 1925 KJVD) wuchs in den 1920er Jahren auf mehrere zehntausend Mitglieder an. Nach 1933 wurden fast alle Arbeiterjugendorganisationen verboten. Viele ehemalige Mitglieder wurden aktive Widerstandskämpfer gegen den Nationalsozialismus (z. B. in illegalen Gruppen oder der Roten Hilfe).
Nach 1945 setzte sich die Tradition in Ost und West fort: In der DDR wurden alle Arbeiterjugendgruppen von der SED in der Freien Deutschen Jugend (FDJ) vereinheitlicht (1946). In den westlichen Besatzungszonen gründeten Sozialdemokraten die Sozialistische Jugend Deutschlands – Die Falken (ebenfalls 1946) sowie die Jusos (SPD-Jungsozialisten) und andere sozialistische Jugendwerke neu. Hinzu traten eigene Jugendverbände in Gewerkschaften und sozialen Organisationen. In den 1960er/1970er Jahren kam es zu einer stärkeren Politisierung und Hinwendung zur Anti-Establishment-Kultur (z. B. Sozialistischer Deutscher Studentenbund (SDS)). Heute existieren in Deutschland sowohl parteigebundene Jugendorganisationen (Jusos, Grüne Jugend) als auch eigenständige sozialistische Jugendverbände (z. B. die Sozialistische Deutsche Arbeiterjugend (SDAJ) der DKP).

### Großbritannien
Dort entwickelten sich nach dem Ersten Weltkrieg Jugendliche im Umfeld der Labour Party und kommunistischer Splitterparteien. Ab 1926 baute die Labour Party mit der League of Youth (später Young Labour) einen Jugendflügel auf. Die Young Communist League wurde 1921 gegründet und war über Jahrzehnte aktiv, vor allem in den Arbeitervierteln und Gewerkschaften. Anders als in Deutschland spielten in Großbritannien bürgerliche Jugendbewegungen (z. B. Pfadfinder) eine stärkere Rolle, so dass sich Arbeiterjugendgruppen oft politischer Klubs oder Gewerkschaftsjugendorganisationen anschlossen. In den 1960er und 1970er Jahren kam es zur Gründung verschiedener sozialistischer Jugendvereinigungen (etwa International Socialists Youth). Insgesamt blieb die Arbeiterjugendbewegung in GB jedoch stärker parteiorientiert.

### USA
Die Arbeiterjugendbewegung war hier relativ schwach institutionell organisiert. Im frühen 20. Jahrhundert bildeten die Young People's Socialist League (YPSL) (Jugendorganisation der Sozialistischen Partei) sowie die kommunistische Young Communist League (ab 1922) die Hauptträger. Die YPSL organisierte die sozialistische Schüler- und Arbeiterjugend ab etwa 1907 (institutionell kodifiziert 1919). Die Young Communist League USA diente als Jugendverband der Kommunistischen Partei nach deren Gründung 1919. Beide Gruppen beteiligten sich an Arbeitskämpfen und Anti-Kriegs-Kampagnen, blieben aber zahlenmäßig klein. In den 1930er Jahren unterstützten sie Arbeiterstreiks und bildeten im New-Deal-Zeitalter eine avantgardistische Jugendelite. Ihre Publikationen (z. B. The Challenge) verbreiteten marxistische Ideen unter Arbeitern und Studenten.

### UdSSR
Die Oktoberrevolution brachte eine umfassende Reorganisation der Arbeiterjugend. Bereits im Oktober 1918 schuf Lenin den Komsomol (All-Union Leninistischer Kommunistischer Jugendverband) als Dachorganisation aller revolutionären Jugendgruppen. Die Komsomol-Mission war es, Jugendliche für den Kommunismus zu erziehen; ihm unterstanden jüngere Vororganisationen wie die Pionierorganisation (für 9–14-Jährige, 1922 gegründet) und die Jung-Oktobristen. Die Organisation wuchs schnell: Ihre Mitgliedschaft betrug etwa 40 Millionen in den 1970er Jahren. Sie war eng in den sowjetischen Staats- und Parteiapparat eingebunden – Komsomol-Ebenen entsprachen denen der KPdSU. Aktiv mitarbeitende Komsomolzen genossen Vorteile in Bildung und Beruf.

## Einfluss auf Politik, Gesellschaft und Kultur
Die Arbeiterjugendbewegung prägte die Gesellschaft in vielfacher Weise. Politisch bildete sie einen Nährboden künftiger Führungspersonen: Viele spätere Sozialdemokraten, Kommunisten oder sozialistische Intellektuelle begannen als Jugendliche in diesen Verbänden. Ihre Massenorganisationen zwangen Regierungen, Jugendschutzgesetze zu erlassen (z. B. Arbeitszeitbeschränkungen für Jugendliche), und trugen zur Entstehung von Sozial- und Bildungsgesetzen bei. Kulturell entwickelten sie eigene Traditionen: Arbeiterjugend-Feste, Lieder und Zeitschriften (wie der SAJ „Jugendstimme“) wurden zu Ausdrucksformen einer eigenständigen Jugendkultur. Die gemeinsam erlebten Wander- und Sportfeste förderten Gemeinschaftssinn und eine kollektive Erinnerungswelt.
In totalitären Systemen der Nachkriegszeit hatten Arbeiterjugendorganisationen zusätzlichen Einfluss: In der DDR etwa genoss die FDJ Privilegien (etwa bevorzugter Zugang zu Studium und Karriere), wodurch sie eine sozialpolitische Machtbasis bildete. International setzten Jugendverbände soziale Themen auf die Tagesordnung. Auch heute knüpfen viele Jugendverbände an die historischen Ideale an: Sie betonen Menschenrechte, Gleichberechtigung und die Vision einer sozialistischen Gesellschaft frei von Krieg und Ausbeutung. Die Arbeiterjugendbewegung hat damit nachhaltig das politische Bewusstsein junger Menschen geformt und Impulse für gesellschaftliche Reformen geliefert.

## Bedeutende Persönlichkeiten
Zu den zentralen Gestaltern der Arbeiterjugendbewegung zählen etwa Karl Liebknecht (SPD, erster Präsident der Sozialistischen Jugendinternationale 1907), Erich Ollenhauer (SPD-Funktionär und SAJ-Vorsitzender ab 1928) und kommunistische Organisatoren wie Willi Münzenberg (früher KJVD-Agitator) oder Alexander Shelepin (Komsomol-Chef in den 1950er Jahren). Auch Schriftsteller und Intellektuelle wie Bertolt Brecht waren in Arbeiterjugendkreisen aktiv.